# 李铭 (银行家)
李铭（1887年—1966年10月22日），字馥孙，小名福生，浙江绍兴人。中华民国江浙地区银行家。1933年至1937年任国民政府全国经济委员会委员。

## 生平
李铭出生于浙江绍兴经营银钱业的商人家庭。先入私塾学习，15岁时进入杭州教会中学读书，中学毕业后于1905年赴日在山口高等商業学校读银行学专业，并到横滨正金银行实习。1910年毕业回国，在浙江银行任稽核。1912年浙江银行改组为拥有发行钞权的“中华民国浙江银行”任总协理。1915年浙江银行改组为浙江地方实业银行，李铭任上海分行经理。通过与中国银行上海分行副经理张嘉璈、上海商业储蓄银行总经理陈光甫、浙江兴业银行董事长叶景葵、常务董事蒋抑扼、总经理徐新六，大陆银行董事长钱永铭等组成“同业聚餐会”，形成以江浙籍银行家为核心的“江浙财阀”网络。成立了上海银行同业公会和全国银行业公会。1923年浙江地方实业银行一分为二，分成浙江地方银行与浙江实业银行。浙江实业银行资本额为180万元，全部为商股，总行设上海，其经营方针着重于外汇业务及投资实业，同时也办理押放及信托业务。李铭任浙江实业银行总经理。1926年起连续9年担任上海银行业同业公会委员、主席。
1927年四一二事變后，李铭任南京国民政府公债基金保管委员会主任委员。大力承销巨额公债。1927年任浙江实业银行董事长。1928年7月受财政部的委派，任华俄道胜银行总清理员，并兼管上海分理处事宜。1928年10月出任中央银行监事会主席，1928年11月被任命为中国银行董事长和交通银行董事。兼任上海商业储蓄银行、中国垦业银行等董事。曾任全国银行业公会理事长。
1932年一·二八事变后，2月8日由李铭主持上海银行同业公会联合准备委员会成立，专门负责办理同业拆款和贴现。李铭出任联合委员会主席。把会员银行提供的不动产和有价证券证券化，担负起“银行的银行”的职能。1932年出面组织国民实业银团，收购杭州电厂，组成杭州电力公司，担任董事长。1934年浙江实业银行投资创办上海鼎新纱厂。1935年在中国银行受到排挤，失去董事长之位。
抗战爆发后，再次出任上海银行公会理事长。1940年被汪精卫政府通缉。1941年3月，被美国驻沪领事馆秘密转移到美国纽约，继续担任浙江实业银行董事长。1944年参与筹建中国投资公司。担任国际货币基金会议中国代表团顾问，中美商业联合仲裁委员会主任委员。
1946年，李铭回国，仍任浙江实业银行董事长、上海银行业公会理事长。1947年春，国民政府输入管理委员会主任委员。1947年浙江实业银行、上海银行与美国人合办的国泰保险公司在纽约注册成立。1948年4月任中央银行贴放委员会委员。8月19日，国民政府发布财政经济紧急处分令，发行金圆券，限期收兑民间金银、外币。李铭以全国银行公会理事长兼上海银行公会理事长的身份任国民政府金圆券准备监理委员会主任委员。1949年上海被中共佔領前夕赴美。
1950年，在香港招募资本开设浙江第一银行，任董事长。